# Protutenkovsko ratovanje
Protutenkovsko ratovanje je razvijeno tijekom prvog svjetskog rata zbog potrebe za razvojem tehnologija i taktika za uništavanje novog oružja tenkova i potpornog pješaštva. 
Početna protutenkovska oružja su bili protutenkovski topovi bilo samostalni ili ugrađeni na oklopna vozila, te posebno prilagođene protutenkovske granate koje je koristilo pješaštvo.
Tijekom i nakon drugog svjetskog rata došlo je do naglog razvoja protutenkovskog naoružanja. Uz razvoj protutenkovskih mina došlo je do razvoja brojnih raketnih projektila koje se može upotrebljavati bilo iz oklopnih vozila, letjelica ili ih može koristiti jedan vojnik.

## Uporaba
Koristeći protutenkovski top, rabio bi ga u posadi od tri ili više ljudi u kojem slučaju bi jedan pucao, drugi bi punio a još više ljudi bi prenosilo sami top i montiralo ga. Gađao bi direktno na tenk iz velikih daljina, nekada čak koristeći bombe ili granate vođene laserom ili samo normalne.
Ali ako umjesto toga koristi bacač raketa koji može biti jednokratni ili trajni, vojnik bi djelovao sam ili s pomoćnikom i došao bi baš u blizinu tog tenka sa strane ili iza, i gađao bi ranjive točke na tenku:
- gusjenicu,
- kotače,
- kupolu,
- top,
- kabinetica za streljivo,
- spremnik za gorivo,
- motor.

Protutenkovski vojnik s ovim bacačem bi se postavio što okomito na dio koji gađa, često u nekakvoj zasjedi gdje bi mogao dočekati tenk.

Treća i najrjeđa metoda je s improviziranim oružjem ili molotovkom i granatom, nekakvom zamkom i jako često čak bombe i bivša inertna streljiva za topove koje bi ispraznili i napunili smjesom, zalijepili baš na oklop tenka ili bacili da slete okomito na oklop. Ovakve metode su se u očaju drugog svjetskog rata nažalost partizanske sile i čak Sovjeti i Nijemci, koristili kao jeftinija metoda. Nekoć su čak bile korištene ogromne puške koje bi sada bile smatrane protuzračno kalibarska oružja, to još i u 1. svj. ratu.
- Kineska protutenkovska mina Tip 59, godine 1959.
- Hafthohlladung 3 KG s magnetima za spajanje i u obliku stošca.
- Panzershreck (panzeršrek), Panzerfaust i protuoklopna mina u jednom.
- Protutenkovska granata iz SSSR-a, 1940. g.
- Sovjetska RKG-3 protutenkovska granata.
- RPG-7 raketni protuoklopni bacač u vježbi, projektiran 1961. g.
- M3 Karl Gustavov top, tj. M3 MAAWS (višenamjensko protutenkovsko oružje), u jednoj vježbi. 2016. g., Alaska, SAD.
- SAD kopneni vojnik sa poznatom, električnom M1A1 "Bazukom", 1943. g.

## Primjeri
Ovo su sve primjeri svakakvih pješačkih izuma za protutenkovske svrhe.
- APILAS
- Type 69 RPG
- Bumbar (projektil)
- RPG-7
- RPG-29
- RPG-40
- Panzerfaust (tj. Njem. "tenk šaka ili još tenk razbijač") i Panzershreck (Tenk razbijač)
- Britanski PIAT i M1 Bazuka od SAD-a
- Hafthohlladung magnetična mina, 3 KG
- Geballte Ladung (gomila štap-granata M24 vezanih o jednu dršku)
- Karl Gustafov top

Protutenkovski topovi:
- Samovozni M10 protutenkovski top.
- 8,8 cm Tigar-tenklovac, protutenkovski top.
- Samovozni Marder III PT top u Moskvi.
- QF 17 pounder (7,7 kg) Britanski top
- Finski PT top, 1941. g.

## Povijest
Pojavom tenkova na zapadnoj fronti u rujnu 1916. kao pokušaj saveznika da novim oružjem steknu prednost u prvom svjetskom ratu, njemačka vojska bila je prisiljena da smisli brzi odgovor na novu prijetnju. Njihov prvi odgovor išao je u tri smjera: posebne ručne granate koje bi pješaštvo bacalo na tenkove, prvi pokušaji protutenkovskih pušaka (13 mm Mauser) i prvi protutenkovski top na malim kolicima koji je svojim posebnim protuoklopnim punjenjem moga uništiti tenk (3.7 cm TaK Rheinmetall na starrer Räder-lafette 1916.). Njemačka vojska je svome pješaštvu pridodala puške kalibra 13mm koje su obično nakon 2-3 ispaljivanja zakazale; dalje su određeni posebni vojnici koji su bacali granate, što je obično zahtijevalo dodatnu potporu strojnica kao zaštitu od pješaštva koje je slijedilo tenk.
Konačno se razvila taktika korištenja manjih topova korištenih provtno za granatiranje, a koji su iz pozadine dopremljeni na prvu liniju, gdje su uspjevali običnim punjenjima onesposobiti tenk, a protuoklopnim i uništiti ga (npr. 7,7cm FK 16). Rano 1917.g. njemačka vojska razvila je poseban top kalibra 3,7cm TaK koji se pokazao učinkovit u uništavanju tenkova.
Između dva svjetska rata, globalna strategija se bazirala na utvrdama na granicama država, te fizičkim protutenkovski preprekama, a najpoznatiji takav primjer je Maginotova linija. Najsigurnija obrana protiv tenkova bili su topovi, te je većina vojnih sila razvila protutenkovske topove. U španjolskom građanskom ratu prvi puta u praksi su se učinkovita pokazala i minska polja, koja su uspješno onesposobljavala tenkove, uništavajući ime gusjenice. 
Tijekom drugog svjetskog rata došlo je razvoja brojnih taktika i tehnologije za uništavanja tenkove. Tako su npr. najpoznatija naoružanja Sovjetskog saveza konstruirana kao protutenkovska oružja T-34 i Iljušin Il-2 Šturmovik. 
Njemački zrakoplov Junkers Ju 87 "Štuka" koristo se je u Blitzkreigu, dok se neki francuski i njemački lovački zrakoplovi imali 20mm topove kojima su mogli napasti lakše oklopljene tenkovi. Drugi svjetski rat doveo je do nastanka, ali ubrzo i kraja antitenkovski topova s vlastitim pogonom. Kraju je doprinio i razvoja prvih lakih protuoklopnih oružja, koje je mogao koristiti jedan vojnik kao što je američka Bazooka, britanski PIAT, njemački Panzerschreck i Panzerfaust.
Nakon drugog svjetskog rata tijekom Hladnog rata usavršena su brojna protuoklopna i protutenkovska naoružanja, koja su isprobana na brojnim svjetskim ratištima.
Brojne vrste navođenih i ne-navođenih dalekometnih projektila raziličite probojne moći i različitog punjenja, koji mogu biti ispaljeni s različitih platformi od letjelica do vojnika na terenu, te protutenkovske mine omogućuju modernim oružanim snagama odabir različitih taktika u borbi protiv tenkova.